# Lepidocolaptes
Genre
Le genre Lepidocolaptes (masculin) regroupe douze espèces de passereaux appartenant à la famille des Furnariidae qui, avant la classification de Sibley-Ahlquist, étaient classés dans la famille des Dendrocolaptidae.

## Liste des espèces
D'après la classification de référence (version 12.2, 2022) du Congrès ornithologique international (ordre phylogénique) :
- Lepidocolaptes leucogaster – Grimpar givré
- Lepidocolaptes souleyetii – Grimpar de Souleyet
- Lepidocolaptes angustirostris – Grimpar à bec étroit
- Lepidocolaptes affinis – Grimpar moucheté
- Lepidocolaptes lacrymiger – Grimpar montagnard
- Lepidocolaptes squamatus – Grimpar écaillé
- Lepidocolaptes falcinellus – Grimpar festonné
- Lepidocolaptes albolineatus – Grimpar lancéolé
- Lepidocolaptes duidae – Grimpar de Duida
- Lepidocolaptes fatimalimae – Grimpar de l'Inambari
- Lepidocolaptes fuscicapillus – Grimpar à calotte sombre